# Иоанн (псковский дьяк)
Иоанн (Ивашко) — псковский дьяк XV века.

## Биография
В 1463 году во время войны с немцами (с Ливонским орденом) добровольцы избрали его воеводой. Ходил за Изборск, с большой добычей вернулся домой. В 1471 псковичи по приказу великого князя пошли на Новгород. Во главе войска численностью более 1,5 тыс. человек были Иоанн и Манухна Сюйгин. Сначала дела их шли успешно, они жгли и грабили селения на протяжении 20 верст от своего рубежа. Но затем подверглись неожиданному нападению новгородцев; часть добровольцев бежала, а из вступивших в бой спаслись лишь немногие; большая часть были избиты; новгородцы забрали всё ими награбленное и их оружие. Дальнейшая судьба Ивашки неизвестна.